# Dobrucowa
Dobrucowa – wieś w Polsce położona w województwie podkarpackim, w powiecie jasielskim, w gminie Tarnowiec, na lewym brzegu rzeki Jasiołki.
Wieś należy do rzymskokatolickiej Parafii Narodzenia Najświętszej Maryi Panny w Tarnowcu w dekanacie Jasło Wschód, diecezji rzeszowskiej.
Drogi przchodząca przez wieś łączą ją z Tarnowcem siedzibą gminy (ok. 2 km), sąsiednią wsią Sądkową (ok. 1,5 km) oraz poprzez most na Jasiołce z drogą krajową nr 28 w miejscowości Szebnie (ok. 2 km).
W latach 1975–1998 miejscowość administracyjnie należała do województwa krośnieńskiego. 
W Dobrucowej znajdują się doły szlamowe po wierceniach wydobywania ropy naftowej.

## Części wsi
| SIMC    | Nazwa  | Rodzaj    |
| ------- | ------ | --------- |
| 0360796 | Ispy   | część wsi |
| 0360804 | Podlas | część wsi |

## Miejsce egzekucji
W Dobrucowej w lesie w 1943 r. masowo rozstrzelano ok. 3,5 tysiąca Polaków pochodzenia żydowskiego i Węgrów pochodzenia żydowskiego oraz ludność polską przywożoną spoza powiatu jasielskiego oraz z likwidowanego obozu w Szebniach. Samochody wypełnione skazańcami zatrzymywały się na skraju polany, gdzie wśród bicia i okrzyków kazano się rozbierać i grupami biec przed plutonem egzekucyjnym. Serie z karabinów maszynowych zabijały biegnących. Zwłoki znoszono na stosy i palono. Prochy wrzucano do rzeki Jasiołki. W miejscu kaźni wybudowano pomnik.

## Ludzie związani z Dobrucową
- Józef Garbacik – prof. dr hab. historii. Urodził się 18 marca 1907 r. w Dobrucowej
- Maria Osiecka-Kuminek, polska scenograf filmowa i dekoratorka wnętrz, urodzona w Dobrucowej 7 grudnia 1925 r.